# (7450) Shilling
(7450) Shilling ist ein Asteroid des mittleren Hauptgürtels, der am 24. Juli 1968 von den russischen Astronomen G. A. Plyugin und Juri A. Beljajew an der Sternwarte Cerro El Roble (IAU-Code 805) im Nationalpark La Campana in Chile entdeckt wurde.
Der Asteroid wurde am 20. Mai 2008 nach dem deutschbaltischen Orientalisten, Druckpionier und Pionier der Telegrafie Paul Ludwig Schilling von Cannstatt (1786–1837) benannt, der sich ab 1810 mit Versuchen zur Telegrafie beschäftigte. Ab 1814 studierte er in Deutschland die Lithografie und leitete ab 1818 die erste lithografische Anstalt in Russland. Ab 1832 arbeitete er wieder am Telegrafen und stellte 1835 seinen verbesserten Nadeltelegrafen vor.